# Muriel Spark
Muriel Spark (ur. 1 lutego 1918, zm. 13 kwietnia 2006) – szkocka powieściopisarka. Kształciła się w Edynburgu. pewien czas spędziła w środkowej Afryce. W czasie II wojny światowej pracowała dla Foreign Office w sekcji propagandy. W 1954 przeszła na katolicyzm.
Najbardziej znana w świecie anglojęzycznym jest powieść Pełnia życia panny Brodie, na podstawie której nakręcono film (reż. Ronald Neame, 1969) oraz serial telewizyjny (reż. John Bruce, Mark Cullingham, 1978) pod tym samym tytułem. Luźną adaptacją tej powieści jest też film Uśmiech Mony Lizy, 2003.

## Publikacje
Utwory przełożone na język polski
- Memento mori, 1970 (Memento Mori, 1959)
- Ballada o Peckham Rye, 1974 (The Ballad of Peckham Rye, 1960)
- Pełnia życia panny Brodie, 1972 (The Prime of Miss Jean Brodie, 1961)
- Brama Mandelbauma, 1997 (The Mandelbaum Gate, 1965)
- Gwiazda filmowa, 1975 (The Public Image, 1968)
- Cieplarnia nad Rzeką Wschodnią, 1980 (The Hothouse by the East River, 1973)
- Prawa miejscowe, 1997 (Territorial Rights, 1979)
- Uczta, 1994 (Symposium, 1991)
- Jazda, 2025 (The Driver's Seat, 1970; przeł. J. Dehnel)